# ياسوتاكا ناكاتا
ياسوتاكا ناكاتا (باليابانية: 中田ヤスタカ؛ بالكانا: なかた ヤスタカ) هو ملحن ودي جيه وكاتب أغاني ومنتج أسطوانات وشاعر ياباني، ولد في 6 فبراير 1980 في كانازاوا في اليابان.

## وصلات خارجية
- الموقع الرسمي
- ياسوتاكا ناكاتا على موقع IMDb (الإنجليزية)
- ياسوتاكا ناكاتا على موقع ميوزك برينز (الإنجليزية)
- ياسوتاكا ناكاتا على موقع ديسكوغز (الإنجليزية)
- ياسوتاكا ناكاتا على موقع كينوبويسك (الروسية)
- ياسوتاكا ناكاتا على موقع ANN person (الإنجليزية)